# Synagoga w Niżankowicach
Synagoga w Niżankowicach – powstała najpewniej po usamodzielnieniu się tutejszej gminy żydowskiej w drugiej połowie XVIII wieku, aczkolwiek dokładna data nie jest znana. Została zniszczona po agresji Niemiec na ZSRR podczas II wojny światowej. Po wojnie nie została odbudowana.